# Stefan Quandt
Stefan Quandt, född 9 maj 1966 i Frankfurt am Main, är en tysk industrialist, son till Herbert Quandt.
Stefan Quandt är arvtagare till BMW som han tillsammans med sin mor Johanna Quandt och syster Susanne Klatten ärvde efter fadern Herbert Quandts död 1982. 